# Neckera
Neckera, auf Deutsch auch manchmal Neckermoose genannt, ist eine Gattung der Laubmoose (Bryopsida). Sie enthält einige durch ihre abgeflachte Beblätterung und ihre Größe recht auffällige mitteleuropäische Arten. Benannt wurde sie nach dem französisch-deutschen Arzt und Botaniker Noël Martin Joseph de Necker (1730–1793).

## Beschreibung
Die Pflanzen der Gattung bilden zarte bis kräftige, stets stark glänzende Rasen. Die Triebspitzen sind aufsteigend, bzw. wenn die Pflanze an senkrecht stehenden Substraten wächst nach vorne vom Substrat weg gerichtet. Viele der Arten sind einfach oder doppelt fiederästig. Einige der Arten bilden Flagellen.
Die Blätter, die so gedreht sind, dass die Blattfläche stets auf einer Ebene liegt (abgeflachte Beblätterung), sind bei vielen Arten querwellig. Sie sind zungen- oder spatelförmig und oft ein wenig unsymmetrisch. Eine Blattrippe fehlt, ist kurz und doppelt, oder einfach.
Die Zellen der Blattspreite sind im unteren Teil des Blattes prosenchymatisch (langgestreckt, gegen die Blattspitze hin immer kürzer werdend und am Ende rhombisch).
Die Kapsel kann sowohl über die Blätter emporgehoben als auch eingesenkt sein. Das doppelte Peristom ist im Gegensatz zu anderen Gattungen der Familie nur am Grund quergestreift.

## Verbreitung und Standortansprüche
Die Arten der Gattung wachsen auf Rinde oder auf Felsen oder Mauern, wobei viele, aber nicht alle Arten kalkhaltige Untergründe vorziehen.
Sie kommen in allen gemäßigten und warmen Gebieten der Erde außer in Südamerika vor.

## Europäische Arten
Die Gattung enthält ungefähr Hundert, vielleicht auch einige Hundert Arten. Von diesen kommen in Europa die folgenden vor:
- Neckera complanata (Hedw.) Hüb., eine in Mitteleuropa häufige Art, die auf Felsen oder auf Rinde wächst und durch ihren starken Glanz auffällt.
- Neckera crispa Hedw., ebenfalls eine in Mitteleuropa häufige Art, die durch ihre Größe und die stark querwelligen Blätter sehr auffällig ist.
- Neckera intermedia Brid. kommt nur auf den Kanaren, Madeira und an wenigen Stellen in Spanien vor.
- Neckera pennata Hedw., eine epiphytische Art, die in Europa fast ausgestorben ist.
- Neckera pumila Hedw., eine zartere, zweihäusige Art.

Die Abtrennung einiger Arten in eigene Gattungen ist umstritten. In Europa betrifft dies beispielsweise
- Metaneckera menziesii (Hook.) Steere (=Neckera menziesii Hook.)